# كارلوس بينتو (فارس سباق)
كارلوس بينتو هو فارس سباق برتغالي، ولد في 24 أغسطس 1959.

## وصلات خارجية
- كارلوس بينتو على موقع الاتحاد الدولي للفروسية (الإنجليزية)
- كارلوس بينتو على موقع FEI (رابط بديل) (الإنجليزية)
- كارلوس بينتو على موقع أوليمبيديا (الإنجليزية)